# Bryconamericus patriciae
Bryconamericus patriciae är en fiskart som beskrevs av Da Silva 2004. Bryconamericus patriciae ingår i släktet Bryconamericus och familjen Characidae. Inga underarter finns listade.